# Perroudite
La perroudite è un minerale.